# Ли Шисин
Ли Шисин (кин: 李世鑫, енгл. Li Shixin; маоминг, 12. фебруар 1988) некадашњи је елитни кинески скакач у воду и двоструки светски првак. Његова специјалност су појединачни и синхронизовани скокови са даске са висина од једног и три метра. Од 2019. године на међународној сцени се такмичи под заставом Аустралије.

## Каријера
Професионалну каријеру започео је током 2010. године учешћем на светским гран-при такмичењима, где скреће пажњу на себе освајајући златну медаљу на гран-прију у америчком Форт Лодердејлу. Годину дана касније по први пут наступа и на светском првенству чији домаћин је те године био кинески Шангај, и где осваја златну медаљу у појединачним скоковима са једнометарске даске. Две године касније, у Барселони 2013. са успехом је одбранио титулу светског првака у истој дисциплини. Годину дана касније објавио је да се повлачи из професионалног спорта.
Након петогодишње паузе Ли се вратио професионалном спорту, те је као држављанин Аустралије наступио на СП 2019. у корејском Квангџуу. У Кореји се такмичио у три дисциплине — даска 1 м (15. место), даска 3 метра (24. место) и даска 3 синхро (у пару са Метјуом Картером, 14. место) — али није успео да се пласира у финале ни једне од њих.